# Michel Médinger
Michel Medinger Jr. (Ciudad de Luxemburgo, 18 de abril de 1941-Ciudad de Luxemburgo, 14 de enero de 2025) fue un fotógrafo y atleta luxemburgués corredor de media distancia que compitió en los 800 metros de los Juegos Olímpicos de 1964.
Su padre, Michel Medinger, también fue corredor, pero de larga distancia y compitió en los Juegos Olímpicos de 1936.

## Colecciones
- Château d'eau de Toulouse

## Exposiciones personales
- 2008: Grande salle de Robien, Saint-Brieuc
- 2006: Luxembourg House, New York - Galería Permadocument, Bruselas
- 2005: Francia, Strasbourg: Stimultania - L'été de la Photographie Stimultania - Strasbourg / Galería Vrais Rêves
- 2004: Galería Forlivese, Bertinoro (Italia)
- 2003: Center for Photographic Art, Carmel-by-the-Sea, California - Luxemburgo, Berlín
- 1994: Promenade Photographique en Pyrénées - Tarbes - Galerie Ken Damy - Brescia (Italia)
- 1993: Festival de l'Image Le Mans / Galería Vrais Rêves
- 1992: Galería Nei Liicht, Luxemburgo
- 1988: Galería Hénin Beaumont con la asistencia de la Galería Michelle Chomette, París
- 1986: Galería Objectiv, Saarbrucken
- 1985: Galería 52, Luxemburgo
- 1983: Old Cost House Gallery, Pacific Grove (California)

## Publicaciones
- Cabinets de curiosités
- 2007: China Round Trips